# Gustav Oehrli
Gustav Oehrli (2 maggio 1962) è un ex sciatore alpino svizzero.

## Biografia
Oehrli, specialista delle prove veloci originario di Gstaad, conquistò il primo risultato in campo internazionale in occasione degli Europei juniores di Madonna di Campiglio 1980, dove vinse la medaglia d'argento nella discesa libera, e nella successiva stagione 1980-1981 in Coppa Europa si classificò 3º nella classifica generale e 2º in quella di discesa libera; ottenne il primo piazzamento in Coppa del Mondo il 21 dicembre 1981 a Crans-Montana in discesa libera (11º) e ai successivi Mondiali di Schladming 1982 si classificò 7º nella combinata, suo unico piazzamento iridato. Nella stagione 1985-1986 conquistò tutti i suoi tre podi in Coppa del Mondo: fu 3º nella combinata di Sankt Anton am Arlberg/Morzine del 25 gennaio-7 febbraio, 2º nella discesa libera di Morzine del 7 febbraio e 3º nella combinata di Wengen/Åre del 2-21 febbraio. Il suo ultimo piazzamento agonistico fu il 13º posto ottenuto nella combinata di Coppa del Mondo disputata il 21 gennaio 1990 a Kitzbühel; non prese parte a rassegne olimpiche.

## Palmarès

### Europei juniores
- 1 medaglia[1][2]:
  - 1 argento (discesa libera a Madonna di Campiglio 1980)

### Coppa del Mondo
- Miglior piazzamento in classifica generale: 21º nel 1986
- 3 podi:
  - 1 secondo posto
  - 2 terzi posti

### Coppa Europa
- Miglior piazzamento in classifica generale: 3º nel 1981[2]

### Campionati svizzeri
- 1 medaglia (dati parziali, dalla stagione 1985-1986):
  - 1 oro (combinata[senza fonte] nel 1986)